# Tom Clancy's Ghost Recon Advanced Warfighter
Tom Clancy's Ghost Recon Advanced Warfighter (GRAW) és el tercer videojoc de la famosa saga de videojocs de tir tàctic Ghost Recon, publicat per Ubisoft. Com en els anteriors videojocs de Ghost Recon, els jugadors poden controlar el seu equip de Ghosts mentre neutralitzen les forces enemigues i completant diversos objectius de la missió. Aquests objectius poden ser des d'escortar unitats amigues a través de l'escenari a rescatar ostatges o eliminant l'artilleria enemiga.
Com que és un shooter tàctic, Advanced Warfighter dona èmfasi en cobrir efectivament les ordres per estar viu, juntament amb una coordinació estratègica per completar amb èxit els objectes de les missions.

## Història del desenvolupament
Ghost Recon 3 va ser originalment revelat que estava en desenvolupament i que seria llançat el 2004, abans que Halo 2, però va ser retardat. A mitjan març del 2005, Ubisoft va publicar les seves expectatives financeres per a l'any fiscal 2005, amb Ghost Recon 3 en aquella llista i que seria llançat per a PC, Xbox, Xbox 360 i PlayStation 2. Una versió per a GameCube també va ser anunciada però va ser cancel·lada per Nintendo.
Al maig, Advanced Warfighter va ser mostrat un tràiler a la premsa durant l'E3. El tràiler va ser altament elogiat pel seu combat urbà intens a la Ciutat de Mèxic i els seus efectes gràfics excepcionals, il·luminació exacta i ombrejat, els seus efectes de partícules i armes magnífics i els moviments del soldat -tots en alta definició. A causa del tràiler, Advance Warfighter es va convertir en un dels videojocs més esperats per a Xbox 360.

## Sinopsi
El president dels EUA s'ha reunit amb el primer ministre canadenc i el president mexicà a la Ciutat de Mèxic per a signar el NAJSA (Acord de Seguretat Conjunta Nord-americà) una política per a controlar la immigració il·legal, el terrorisme i el tràfic de drogues en l'hemisferi. Durant la signatura pública del document, els tres dirigents són atacats per soldats mexicans rebels. Els ghosts reben ordre de reunir-se amb els agents del Servei Secret que protegeixen al president dels EUA per a assegurar que es trobi a sa i estalvi fins que es pugui preparar la seva evacuació. Mentre el president dels EUA va en camí de l'aeroport, els ghosts protegeixen al president mexicà. Gràcies als actes dels ghosts, el president mexicà dona "llum verda" a la intervenció nord-americana en sòl mexicà per a restablir la Democràcia. Per desgràcia, el president dels EUA no assoleix arribar a l'aeroport i és capturat pels paramilitars.

### Personatges
Oficials d'alt rang
- General Keating
- Major General Martin aka Bulldog
- Captain Bolin
- Captain Abreu

### Ghosts
- Capità Scott Mitchell
- Richard Allen (Grenadier)
- Marcus Brown (Gunner)
- KC Kirkland (Gunner)
- Joe Ramirez (Rifleman)
- Paul Smith (Rifleman)
- Matt Beasley (Rifleman)
- Derrick Parker (Grenadier)
- Bo Jenkins (Grenadier)
- Annibale Cruz (Gunner)
- Alicia Diaz (Marksman)
- John Hume (Anti-Armor)

### Elements de suport
- Sikorsky Cypher UAV
- Stryker Transport blindat de personal
- Tanc M1A2
- Helicòpter d'atac AH-64 Apache
- Helicòpter UH-60 Black Hawk
- M2 Bradley IFV

## Crítica
| Anàlisis                           | Anàlisis                          |
| Publicació                         | Resultat                          |
| ---------------------------------- | --------------------------------- |
| Game Informer                      | 9,5 de 10                         |
| IGN                                | 9,2 de 10                         |
| TeamXbox                           | 9,3 de 10                         |
| GameSpy                            | 5 de 5                            |
| GameSpot                           | 9,2 de 10                         |
| Official Xbox Magazine             | 9 de 10                           |
| Electronic Gaming Monthly          | 10, 9, 9,5 de 10                  |
| GameTrailers.com                   | 9,9 de 10                         |
| 1UP.com                            | A                                 |
| USA Today                          | 9,5 de 10                         |
| G4's X-Play                        | 4 de 5                            |
| A.P.E. Reviews                     | 9,3 de 10                         |
| Compilacions de diferents anàlisis |                                   |
| Compilació                         | Resultat                          |
| Game Rankings                      | 91 de 100 (basat en 115 anàlisis) |
| Metacritic                         | 90 de 100                         |

Va tenir en general una bona crítica en la majoria de publicacions relacionades.

## Controvèrsia
Aquest joc va ser fortament criticat per l'opinió pública de Mèxic, el qual diu que el joc té "tints marcadament racistes", on es mostra als joves Nord-americans que "Mèxic és un país violent que ha de ser sotmès" i on es posa en alt i es lloa l'esperit intervencionista dels Estats Units.

## Expansió
El març de 2007 va ser publicat Tom Clancy's Ghost Recon Advanced Warfighter 2, el qual és considerat per molts com una expansió, en lloc d'una continuació de veritat, a causa dels escassos canvis a nivell argumental i tècnic que va mostrar, pel que fa al seu predecessor.